# Aire d'attraction de Dax
L'aire d'attraction de Dax est un zonage d'étude défini par l'Insee pour caractériser l’influence de la commune de Dax sur les communes environnantes. Publiée en octobre 2020, elle se substitue à l'aire urbaine de Dax, qui comportait 31 communes dans le dernier zonage qui remontait à 2010.

## Définition
L'aire d'attraction d'une ville est composée d’un pôle, défini à partir de critères de population et d’emploi ainsi que d’une couronne constituée des communes dont au moins 15 % des actifs travaillent dans le pôle. Le pôle d’attraction constitue ainsi un point de convergence des déplacements domicile-travail,.

## Type et composition
L’aire d'attraction de Dax est une aire intra-départementale qui comporte 60 communes dans les Landes.
Elle est catégorisée dans les aires de 50 000 à moins de 200 000 habitants, une catégorie qui regroupe 25,3 % de la population de Nouvelle-Aquitaine et 18,5 % au niveau national.

### Carte

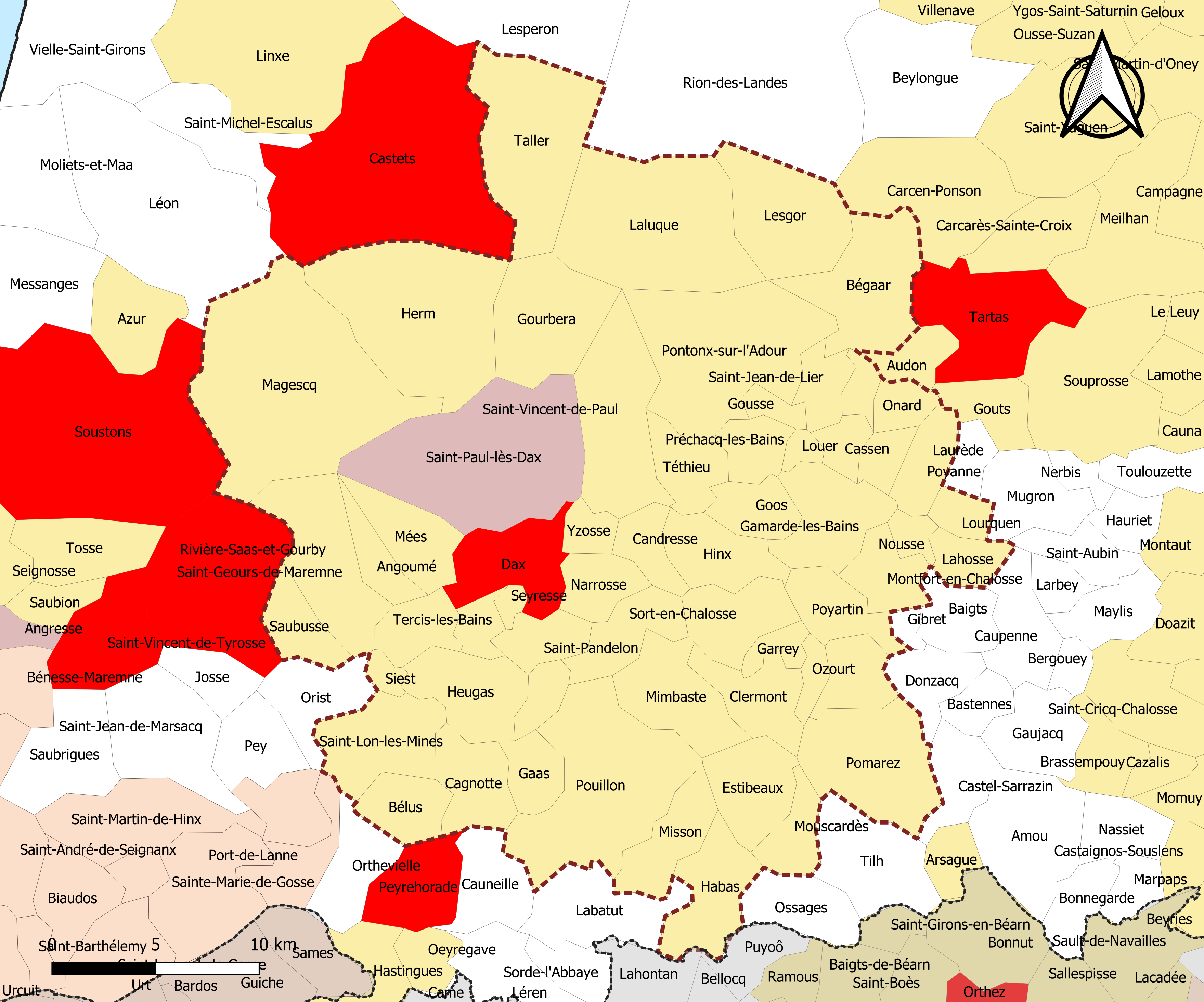
Carte de l'aire d'attraction de Dax.
Commune-centre
Commune du pôle principal
Commune de la couronne

### Composition communale
| Catégorie                 | Département | Communes | Communes |
| Catégorie                 | Département | Nombre   | Libellé |
| ------------------------- | ----------- | -------- | --- |
| Commune-centre            | Landes      | 1        | Dax. |
| Commune du pôle principal | Landes      | 1        | Saint-Paul-lès-Dax. |
| Communes de la couronne   | Landes      | 58       | Angoumé, Bégaar, Bélus, Bénesse-lès-Dax, Cagnotte, Candresse, Cassen, Castelnau-Chalosse, Clermont, Estibeaux, Gaas, Gamarde-les-Bains, Garrey, Goos, Gourbera, Gousse, Habas, Herm, Heugas, Hinx, Lahosse, Laluque, Lesgor, Louer, Lourquen, Magescq, Mées, Mimbaste, Misson, Montfort-en-Chalosse, Mouscardès, Narrosse, Nousse, Oeyreluy, Onard, Ozourt, Pomarez, Pontonx-sur-l'Adour, Pouillon, Poyanne, Poyartin, Préchacq-les-Bains, Rivière-Saas-et-Gourby, Saint-Geours-d'Auribat, Saint-Jean-de-Lier, Saint-Lon-les-Mines, Saint-Pandelon, Saint-Vincent-de-Paul, Saubusse, Saugnac-et-Cambran, Seyresse, Siest, Sort-en-Chalosse, Taller, Tercis-les-Bains, Téthieu, Vicq-d'Auribat, Yzosse. |